# Monti
Monti (en sardo Monte, en gallurés Mònti) es un municipio de 2.440 habitantes de la Provincia de Sassari. Monti surge en las márgenes meridionales de Gallura. Situado a las faldas de la cadena montañosa del Monte Limbara, está rodeada por viñedos y una amplia gama de alcornoques que ofrecen un renombrado Vermentino. Desde el poblado se puede llegar fácilmente a la meseta de "S'Ambiddalzu", caracterizado por tener un paisaje de arbustos bajos y unas enormes rocas de granito erosionadas por el viento.
Dentro de su territorio, de propiedad de la hacienda pública forestal de Cerdeña, existe un oasis en recuperación para salvaguardar y preservar la agricultura y la vida silvestre en función, y en plena eficiencia durante 70 años. Está poblada por ciervos, jabalíes, muflones, cabras selvajes, azores, halcones y a veces se pueden ver los "s'intulzu" o buitres Sardos. Es un destino para turistas y estudiantes gracias a la fácil accesibilidad para cruzar las calles y dentro del poblado, atraviesan arroyuelos cristalinos y muy limios.

## Evolución demográfica
| Gráfica de evolución demográfica de Monti entre 1861 y 2001 |
|                                                             |
| Fuente ISTAT - elaboración gráfica de Wikipedia             |